# Karel Hašler
Karel Hašler (31. října 1879 Zlíchov – 22. prosince 1941 Mauthausen) byl český písničkář, herec, textař, skladatel, spisovatel, scenárista, dramatik a režisér, Rytíř české kultury in memoriam.

## Ze života
Narodil se na Zlíchově jako druhý potomek koláře Antonína Hašlera (* 1838) a jeho manželky Marie, rozené Hušpauerové (1844–1891). Vyučil se rukavičkářem.
Od roku 1897 hrál ve smíchovském divadle Pavla Švandy. Po krátké době odešel (pěšky) hrát do Tábora, brzy se ale vrátil do Prahy. Poté hrál v Národním divadle v Brně a v divadle v Lublani, kde účinkoval v činohře i opeře. V roce 1903 byl přijat do Národního divadla v Praze, kde ztvárnil řadu rolí.
Dne 21. března 1908 uzavřel v Praze na Staroměstské radnici civilní sňatek se Zdenkou Frimlovou (* 1877), sestrou klavíristy a hudebního skladatele Rudolfa Frimla,Brzy po svatbě se narodil první syn Karel (* 7.7.1908). Druhý syn Zdeněk Miloš Hašler (1909–1972) se stal filmovým hercem a režisérem. V roce 1916 byl Karel Hašler z Národního divadla propuštěn pro nekázeň. Už před tím ale zpíval své písně v pražských restauracích a od roku 1910 ve vlastním kabaretu Lucerna. Během první světové války jezdil se svým dalším kabaretem Rokoko na turné po českých zemích. Po válce se vrátil ke kabaretu Lucerna (1918-23), pak byl režisérem ve Varieté (nynější Hudební divadlo v Karlíně), od roku 1929 opět v Rokoku. Po krátkém působení ve Vinohradském divadle se začal intenzivně věnovat práci pro film, často ve spolupráci se skladatelem Milošem Smatkem.
Ke svým písním psal texty i melodie, jejichž harmonizace, doprovody a jejich úpravy prováděli jiní, odborně vzdělaní hudebníci. V roce 1919 Hašler otevřel vlastní hudební vydavatelství, kde vycházely šansony z repertoáru Lucerny.
Po roce 1938 měl Karel Hašler názorově velmi blízko k českým fašistům a patřil mezi obdivovatele generála Radoly Gajdy. Hašler byl českým vlastencem, ale také vášnivým stoupencem pevného řádu a vlády pevné ruky. Po uzavření Mnichovské dohody se například nevybíravými slovy vyjadřoval o nejvyšších politicích první republiky a tvrdil, že stát zaprodali židům.
Za druhé světové války i přes zákaz zpíval vlastenecké a protiněmecké písně. Na začátku roku 1941 byl poprvé zatčen gestapem a propuštěn. V dubnu a květnu 1941 působil jako herec a umělecký poradce při natáčení filmu Pantáta Bezoušek. Dne 2. září 1941 byl zatčen znovu přímo během natáčení filmu Městečko na dlani, kde pracoval jako umělecký poradce. Zatčen byl zřejmě na udání režiséra Václava Binovce, což se ale nikdy s naprostou jistotou nepotvrdilo. Nejprve byl uvězněn na Pankráci a poté v Drážďanech. 17. října 1941 skončil v koncentračním táboře Mauthausen. V polovině listopadu ho v táboře zbil a zkopal opilý příslušník SS, který mu způsobil otevřenou ránu na noze. Zanedlouho se projevily první příznaky flegmóny. Dne 21. prosince byl Karel Hašler odveden na trestný blok, kde se musel svléci do naha a poté na něj byla puštěna ledová voda ze sprch. Na následky mučení, neléčené flegmóny a úplavice Karel Hašler 22. prosince 1941 zemřel. Film Městečko na dlani měl premiéru devět měsíců po jeho smrti a měl u diváků velký úspěch.
Symbolický hrob Karla Hašlera je v rodinné hrobce na Hlubočepském hřbitově, kde je pohřbena jeho matka.

## Bonbony
Podle Karla Hašlera byly pojmenovány bonbony "Hašlerky".

## Citát
| „                      | Když jsem se pak dověděl o jeho smrti – o smrti pražského Chevaliera, jak ho nazval Rudolf Deyl senior, jenž s Hašlerem byl velký kamarád, zaslechl jsem odněkud smutnou melodii, která mi zněla v uších na rozloučenou s tímto podivuhodným člověkem. Karel Hašler určitě netušil, jaký nový přízvuk dostane ta melodie v té pro každého Čecha kruté době. Její slova byla: „Tak, jako na louce kytička, vyrostla ta naše písnička a až se ta písnička ztratí, pak už nic nebudem mít!“. | “ |
| — František Filipovský | |   |

## Písně (výběr)
- Bílý kvíteček
- Čí je Praha? Naše!
- Dřímej, mé Ghetto
- Hoši od Zborova
- Já mám holku od Odkolků
- Kampak na nás, bolševíci? (1919)
- Legionáři jdou
- Náš tatíčku, Masaryku
- Naše zlatá republika
- Panna Augustina
- Pepička
- Pětatřicátníci
- Po starých zámeckých schodech
- Podskalák
- Princezna republika
- Sibiřská stráž
- Staré topoly
- Strahováček
- Svoboda je svoboda
- Ta naše písnička česká

## Filmové autobiografie

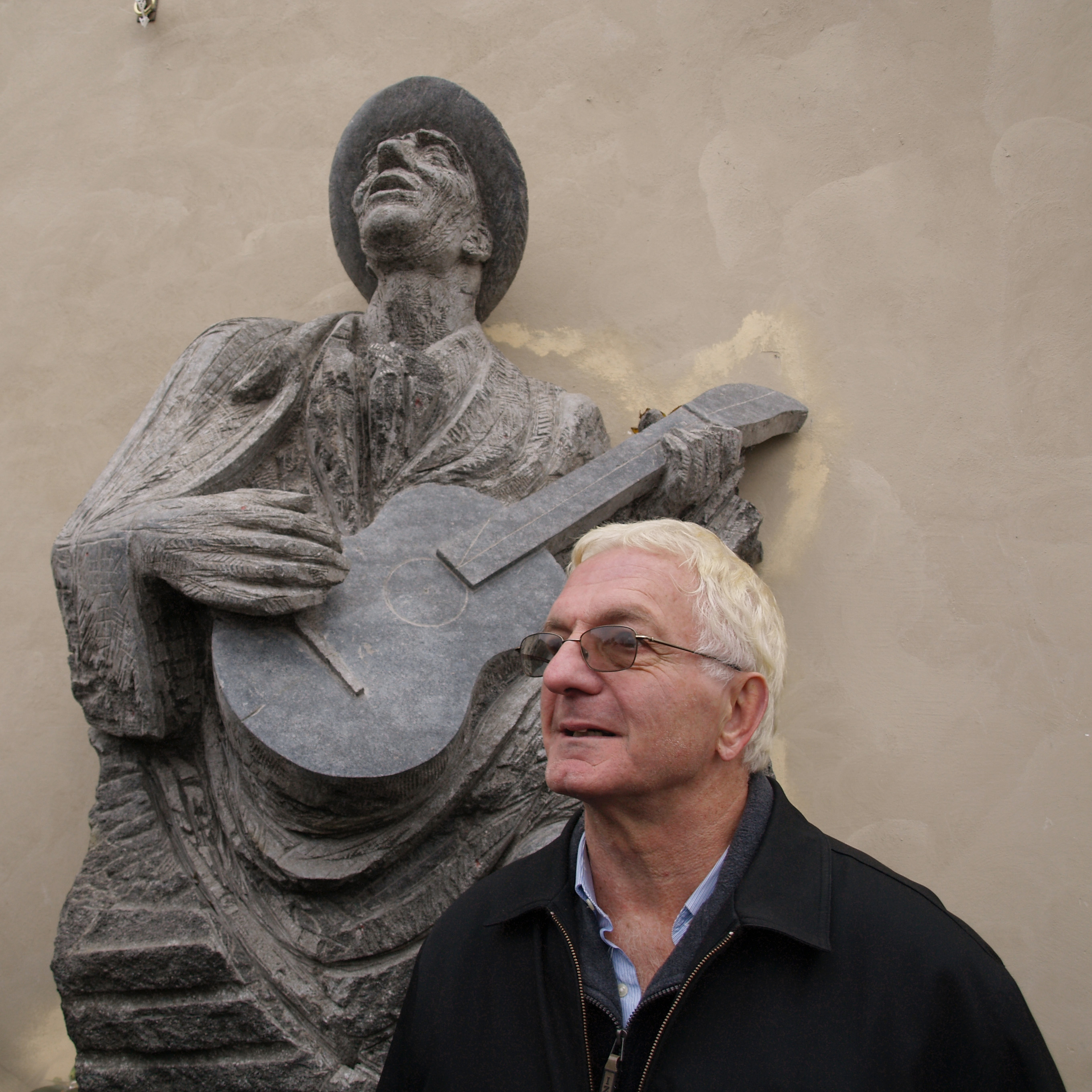
Thomas Hasler u sochy svého otce od Stanislava Hanzíka

Již jeho první zvukový film Písničkář (1932), ve kterém ztvárnil českého vlastence v posledním období rakousko-uherského mocnářství, byl částečně jeho autobiografií.
Jeho osudu se plně věnoval až pětidílný televizní seriál Pražský písničkář (1997) s Viktorem Preissem v hlavní roli. Scénář napsal znalec Hašlerova díla Gustav Oplustil, režíroval Ivo Paukert.
V roce 2008 natočili čeští režiséři Marek Jícha a Josef Lustig dokument Písničkář, který nezemřel, jehož spoluautorem i postavou je Hašlerův nejmladší (třetí, nemanželský) syn Thomas, který se narodil pouhých pět týdnů před otcovým umučením v koncentračním táboře. Jak Thomas uvádí ve starším dokumentu ČT Příběhy slavných – Karel Hašler: Písničku si cestou notoval (2003), Karel Hašler se o jeho narození dozvěděl z dopisů jeho matky (v koncentračním táboře byla dovolena korespondence výhradně s osobním obsahem). Thomas Hasler po válce (v 7 letech) odešel se svou matkou německého původu z Československa do Austrálie a později do USA, kde žije dodnes.

## Eponymie
Již za jeho života byly podle jeho oblíbených písniček „hašlerek“ pojmenovány tvrdé bylinkovo-mentolové bonbony (drops) hašlerky.
Jmenuje se po něm asteroid (37939) Hašler (1998 HA), objevený Lenkou Kotkovou.
Hašlerovy písničky dosud hraje staropražská kapela Hašlerka.
Při příležitosti 130. výročí jeho narození (31. října 2009) byl na Starých zámeckých schodech odhalen jeho pomník akademického sochaře Stanislava Hanzíka.
Dne 26. února 2016 jej v Divadle na Vinohradech ministr kultury ČR Daniel Herman ocenil za celoživotní přínos titulem "Rytíř české kultury".

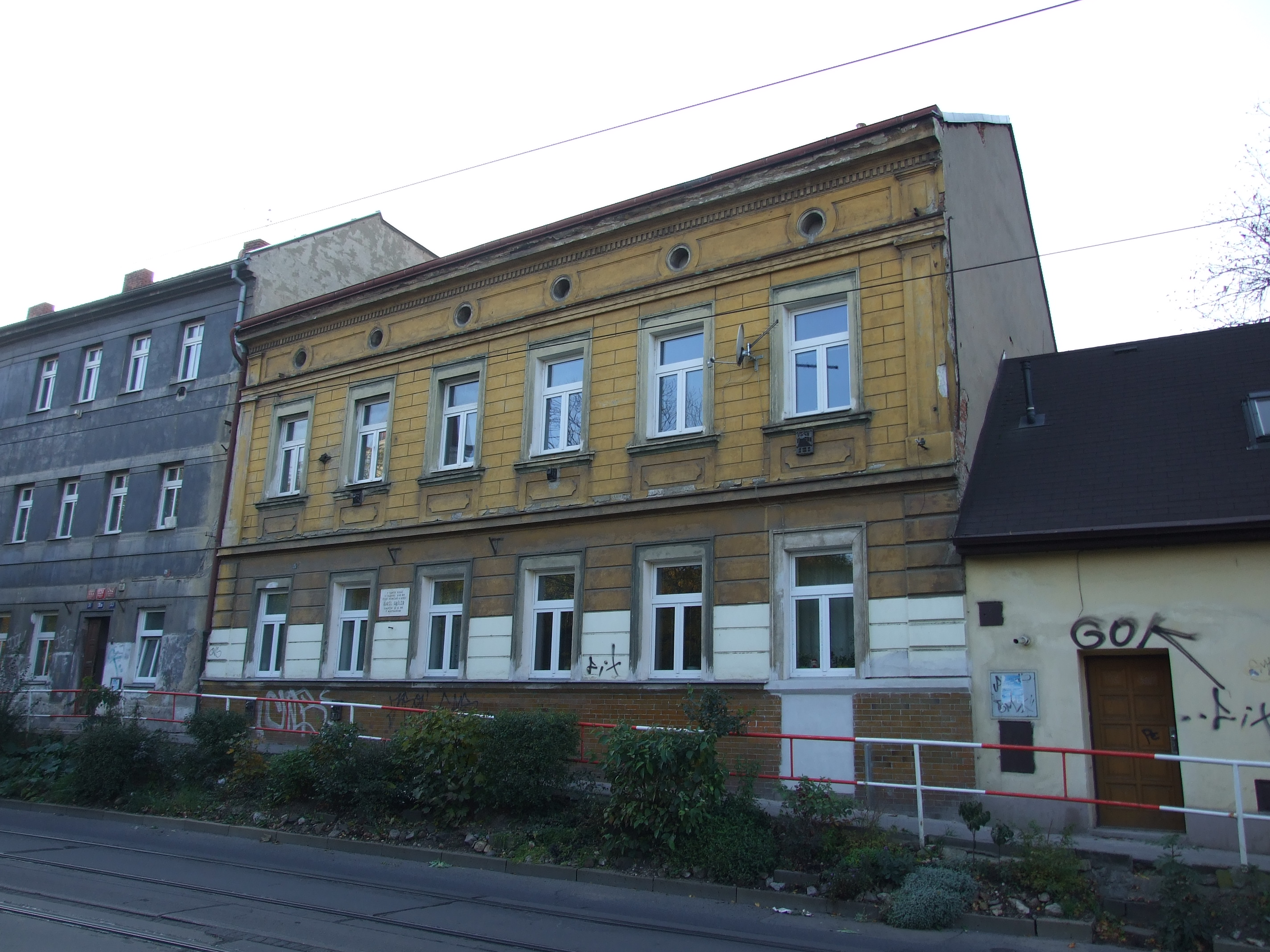
Rodný dům Karla Hašlera – Na Zlíchově 242/33
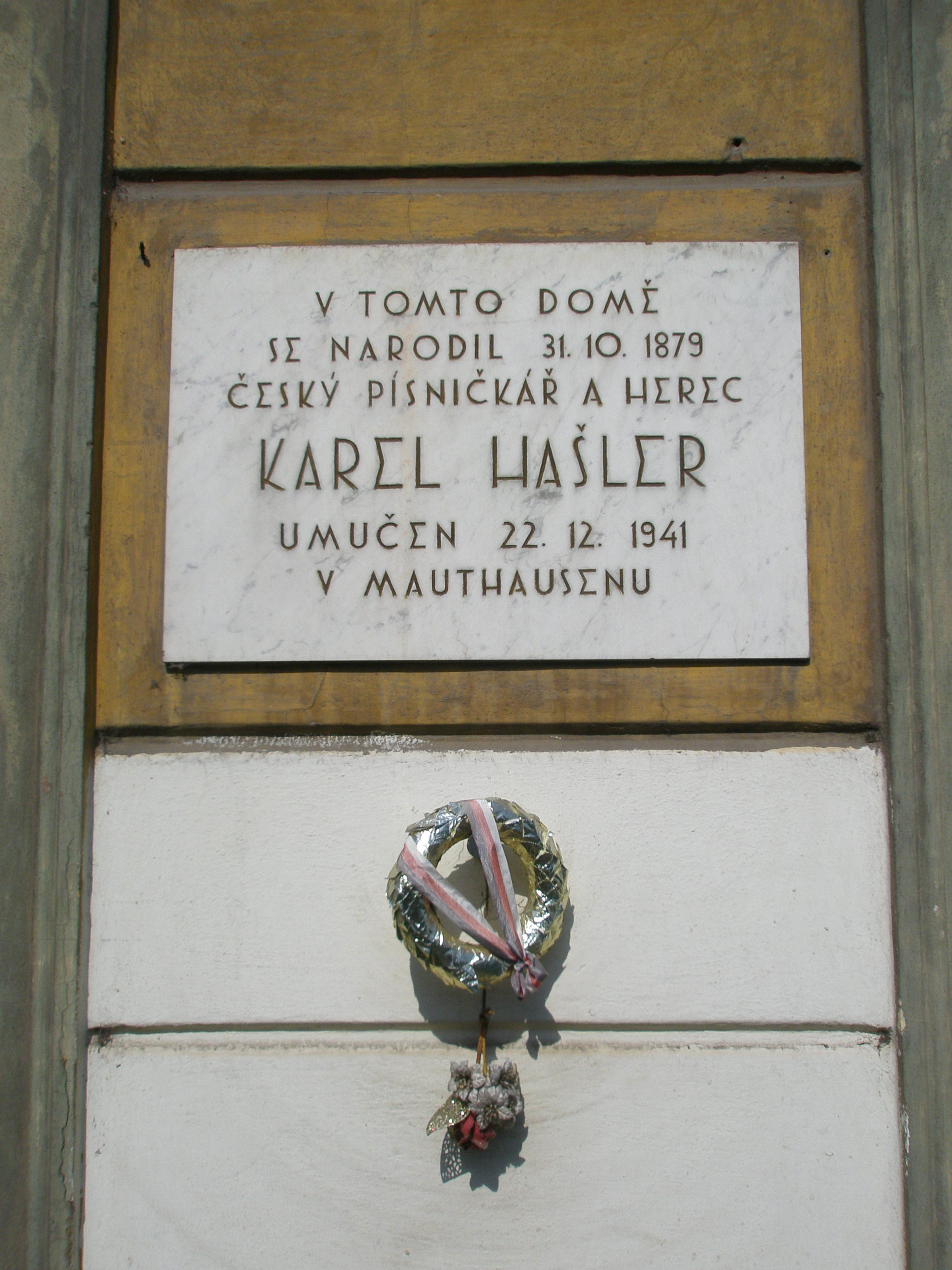
Pamětní deska na rodném domě
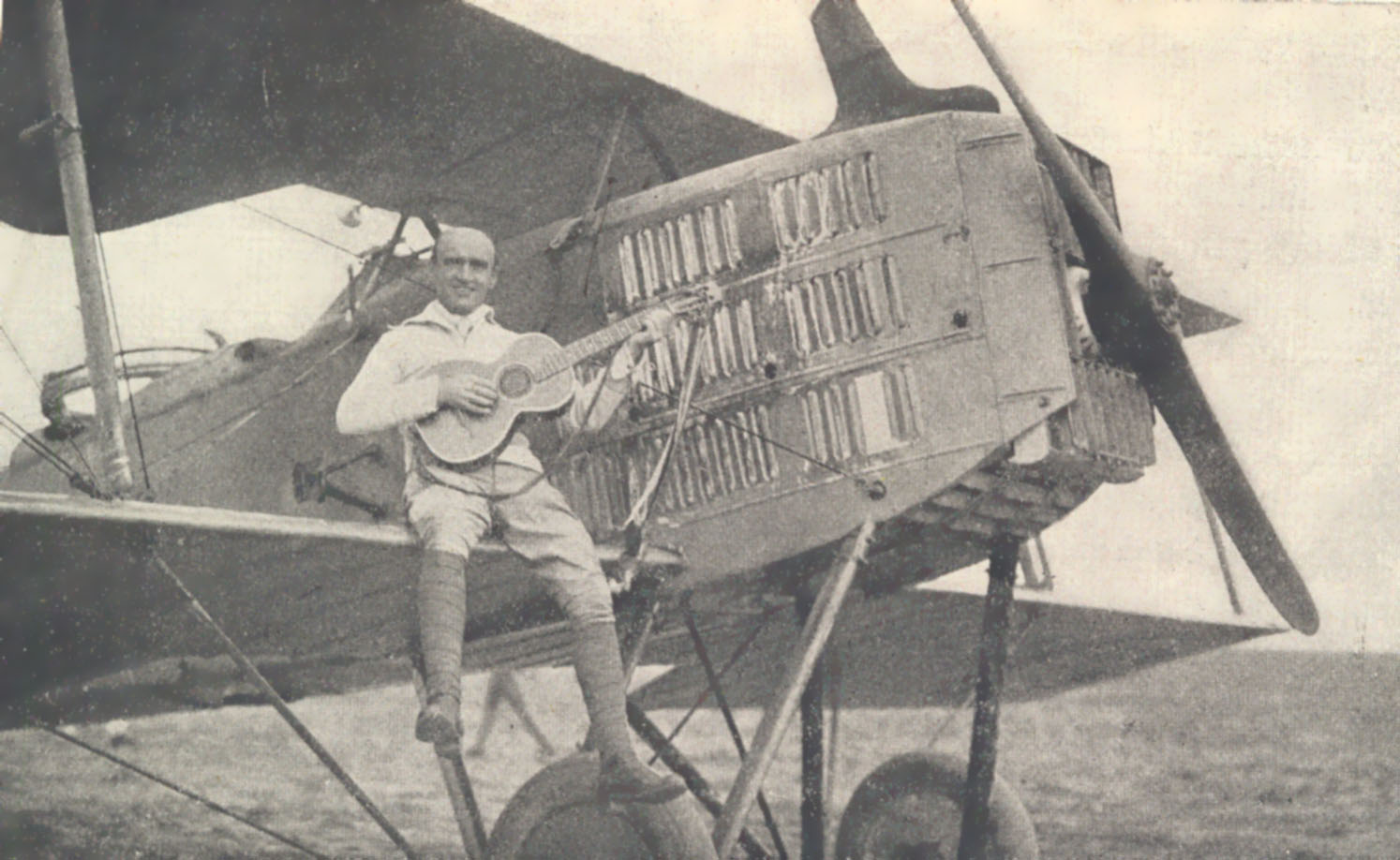
Karel Hašler krátce po válce (1918)
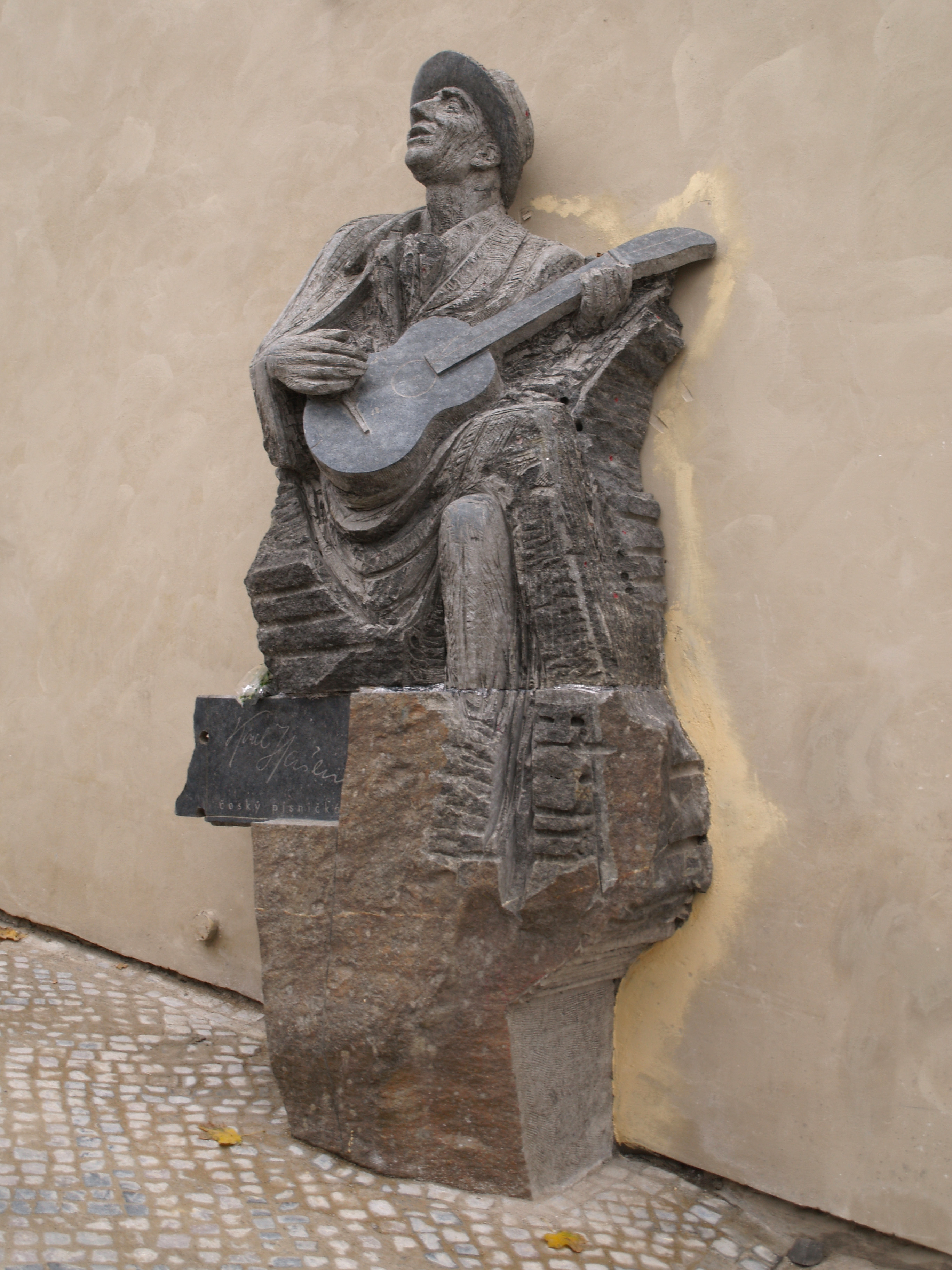
Pomník na pražských Starých zámeckých schodech od Stanislava Hanzíka